# Erwin Eckert

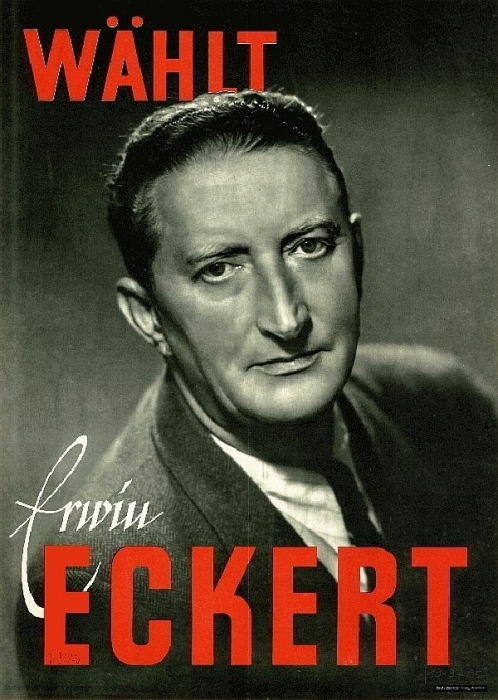
Erwin Eckert – Wahlplakat zur OB-Wahl in Mannheim 1949

Erwin Eckert (* 16. Juni 1893 in Zaisenhausen; † 20. Dezember 1972 in Mannheim) war ein evangelischer Pfarrer und Politiker der SPD und KPD sowie Vorsitzender des Bundes der religiösen Sozialisten Deutschlands. Nach dem Zweiten Weltkrieg war er Mitglied der verfassunggebenden Versammlung Badens und des badischen Landtags von 1946 bis 1952. Anschließend war Eckert Mitglied des Landtages von Baden-Württemberg bis zum Verbot der KPD im Jahr 1956. Ab 1950 war er einer der beiden deutschen Vertreter im Weltfriedensrat und erhielt 1959 die Goldmedaille des Friedensrates. 1960 wurde er in Düsseldorf wegen seiner Friedensaktivitäten zu einer Haftstrafe auf Bewährung verurteilt. Die DDR zeichnete ihn 1964 mit der Carl-von-Ossietzky-Medaille aus.

## Leben
Eckert, Sohn eines Lehrers, studierte nach dem Abitur in Mannheim evangelische Theologie und Philosophie in Heidelberg, Göttingen und Basel. 1911 wurde er Mitglied der SPD und meldete sich bei Kriegsausbruch 1914 als Freiwilliger. Er wurde mehrmals verwundet und kehrte 1918 als entschiedener Kriegsgegner heim. Seine erste Pfarrstelle erhielt er 1922 in Meersburg, 1927 wechselte er in die Trinitatisgemeinde Mannheim.
Seit Beginn der zwanziger Jahre suchte Eckert Kontakt zu religiösen Sozialisten innerhalb der evangelischen Kirche und war von 1926 bis 1931 geschäftsführender Vorsitzender des Bundes der religiösen Sozialisten Deutschlands (BRSD). Innerhalb des Bundes galt Eckert als Vertreter marxistischer Positionen, oft im Gegensatz zu eher reformsozialistischen Vorstellungen anderer Mitglieder des Bundes.
Seine entschieden pazifistischen, antimilitaristischen, antifaschistischen und teilweise pro-sowjetischen öffentlichen Äußerungen, so beispielsweise als Herausgeber des Sonntagsblatt des arbeitenden Volkes oder der Zeitung Der religiöse Sozialist, brachten ihn sowohl mit der evangelischen Kirchenleitung als auch mit der SPD in Konflikt.
Ein besonderes Anliegen von Erwin Eckert war der politische Kampf gegen den drohenden Faschismus. Von Ende November 1930 bis Juli 1931 warnte er in unzähligen Versammlungen in ganz Deutschland vor der Gefahr des Nationalsozialismus. Der Pfarrer und damalige SPD-Stadtrat von Karlsruhe, Heinz Kappes bezeichnete ihn gar als den „erfolgreichsten Redner Süddeutschlands gegen den Faschismus“.
Im Dezember 1930 sprach Eckert auf einer Veranstaltung der SPD-Ortsgruppe in Neustadt an der Weinstraße zum Thema „Die große Lüge des Nationalsozialismus“. Die Versammlung endete in einer von der SA provozierten Saalschlacht. Während die SPD-Ortsgruppe die Versammlung mit Eckert als Redner wiederholen wollte, erließ der Evangelische Oberkirchenrat ein Redeverbot für Pfarrer Eckert, an das dieser sich nicht hielt. Kurz darauf sprach Eckert in einer von 3500 Personen besuchten Veranstaltung in Pforzheim über „Faschismus, eine Gefahr für die Arbeiterschaft“. In der Ankündigung zu dieser Versammlung hieß es, Eckert sei „der von der Reaktion und den Nazis zur Zeit bestgehasste Mann in Baden“. Nach dem Auftritt in Pforzheim untersagte ihm der badische Kirchenpräsident Klaus Wurth im Januar 1931 jedes Auftreten als Redner bei politischen Versammlungen.
Nur wenige Tage später enthob Wurth ihn vorläufig seines Amtes als Pfarrer. Doch annähernd 100.000 Kirchenmitglieder unterzeichneten eine Protesterklärung, die Eckerts Wiedereinsetzung forderte. Im Juni 1931 fand das Amtsenthebungsverfahren statt. Hauptvorwurf war die Gehorsamsverweigerung gegenüber dem Oberkirchenrat. Die Protestbewegung erreichte bei diesem Verfahren nur einen Teilerfolg: Eckert wurde wieder in sein Amt als Pfarrer eingesetzt, das Redeverbot wurde jedoch aufrechterhalten.
Im September des gleichen Jahres erklärte sich Eckert mit der innerparteilichen Opposition um die Reichstagsabgeordneten Max Seydewitz und Kurt Rosenfeld solidarisch, die von der SPD wegen Bruchs der Fraktionsdisziplin ausgeschlossen worden waren. Daraufhin wurde Eckert am 2. Oktober 1931 ebenfalls aus der SPD ausgeschlossen. Einen Tag nach seinem Parteiausschluss trat Eckert der KPD bei und wurde im Folgenden Mitarbeiter der Zeitungen Die Rote Fahne und Freiheit. Anlässlich seines Übertritts veröffentlichte die KPD die Broschüre „Die Kirche und die KPD mit einer Auflage von 100.000 Exemplaren. Stadtpfarrer Eckert kommt zur KPD“, wodurch Eckerts Bekanntheitsgrad in ganz Deutschland erheblich wuchs.
Im November 1931 wurde Eckert im BRSD aller seiner Ämter enthoben, seine fristlose Entlassung aus dem Kirchendienst folgte. Daraufhin trat Eckert aus der Kirche aus, blieb jedoch zeitlebens gläubiger Christ. Als Nachfolger auf der Mannheimer Kanzel Eckerts setzte die badische Kirchenleitung mit Johannes Friedrich Kölli (1900–1942) ein Mitglied der NSDAP ein.
Nach der nationalsozialistischen Machtergreifung wurde er am 1. März 1933 verhaftet und blieb bis Oktober 1933 inhaftiert. Im Oktober 1936 folgte eine Zuchthausstrafe von drei Jahren und acht Monaten wegen „Vorbereitung zum Hochverrat“. Nach dieser zweiten Haftzeit lebte er unter Polizeiaufsicht in Frankfurt. Im weiteren Verlauf des Krieges erhielt Erwin Eckert dort eine Anstellung bei der Preveg – Präzisions-, Eisen- und Metallverfeinerungsgesellschaft m. b. H. 1942 wurde er als deren kaufmännischer und organisatorischer Leiter und später zum Einzelprokuristen bestellt. Im Februar 1944 wurde das Anwesen der Preveg in Frankfurt bei einem Bombenangriff so stark beschädigt, dass der Betrieb nach Oberwihl (heute Ortsteil von Görwihl) nahe der Schweizer Grenze verlegt wurde. Die Belegschaft zog mit in den Hotzenwald, darunter auch 74 Zwangsarbeiter. Im März 1945 sollten diese nach Tirol und Ungarn zum Schanzen gebracht werden. Eckert und sein Chef Mathern ermöglichten daraufhin den Zwangsarbeitern die Flucht in die Schweiz.
1945 nahm Eckert seine politische Arbeit wieder auf und war von 1946 bis 1950 Vorsitzender der KPD in Baden. Für seine Partei wurde er 1946 Mitglied der Beratenden Landesversammlung des Landes Baden, Mitglied des Ersten Badischen Allparteienkabinetts, Abgeordneter des Badischen Landtags von 1947 bis 1952 und des Landtags von Baden-Württemberg von 1952 bis 1956. 1949 trat er als Oberbürgermeisterkandidat der KPD in Mannheim an, bei der er knapp 35 Prozent erhielt.
1950 wurde Erwin Eckert zusammen mit dem Theologen Johannes Herz als deutscher Vertreter in den Weltfriedensrat gewählt. Als Mitglied des Weltfriedensrates nahm Eckert an vielen internationalen Kongressen teil. 1959 überreichte ihm die belgische Präsidentin Isabelle Blume die Goldmedaille des Weltfriedensrats.
1960 verurteilte ein Düsseldorfer Gericht Eckert als führendes Mitglied im Friedenskomitee der Bundesrepublik Deutschland nach fünfmonatiger Verhandlungsdauer wegen „Rädelsführerschaft in einer verfassungsfeindlichen Vereinigung“ zu neun Monaten Gefängnis auf Bewährung. Das Gericht hatte sich geweigert, die von dem Verteidiger Heinrich Hannover „vorgelegten Beweismittel über die Friedensarbeit der Angeklagten überhaupt zur Kenntnis zu nehmen“ und deren Beweisanträge abgelehnt. Eine Verfassungsbeschwerde blieb erfolglos. Nach Ansicht von Diether Posser war dies „der bedeutungsvollste politische Strafprozess seit Bestehen der Bundesrepublik“. Der Spiegel sprach 1961 von dem „bislang ungewöhnlichsten politischen Strafprozess“, der „das Elend der politischen Justiz im liberalen Rechtsstaat“ erhelle.
1964 zeichnete der Friedensrat der DDR Erwin Eckert mit der Carl-von-Ossietzky-Medaille aus für seine „Verdienste im Kampf gegen den deutschen Militarismus, gegen Faschismus und Krieg“. 1968 trat Eckert der DKP bei.
Eckerts letzter Wohnsitz war in Großsachsen bei Weinheim an der Bergstraße, wo er in sehr bescheidenen Verhältnissen lebte. 1972 starb er im Alter von 79 Jahren. Über Erwin Eckerts Todesanzeige stand sein Wahlspruch: „Dem Ganzen dienen, sich selbst treu bleiben.“

## Würdigung
Erwin Eckert war ein Kirchen- und Volkstribun, der die Massen mit seinen Reden und Predigten in den Bann zog. Gleichzeitig versuchte er, entgegen der offiziellen Parteilinie, die verhängnisvolle Spaltung der deutschen Arbeiterbewegung zu überwinden und so die Machtergreifung der Nationalsozialisten zu verhindern.
Seine kritische Sympathie mit der DDR und seine Arbeit als Kommunist in der Friedensbewegung machten ihn auch in der Bundesrepublik zu einem gerichtlich verfolgten Außenseiter.
Sein geringer Bekanntheitsgrad ist darin begründet, dass Erwin Eckert in keine der gängigen Schubladen passt. Seine Biographie als KPD-Mitglied verhindert, in ihm eine bedeutende Identifikationsfigur für den kirchlichen oder sozialdemokratischen Widerstand im nationalsozialistischen Deutschland zu sehen. Aus kommunistischer Sicht sind seine christlichen Überzeugungen das entscheidende Hindernis, ihn als große Persönlichkeit zu würdigen. Eckert unterwarf sich weder der Amtskirche noch einer Staats- oder Parteiräson. Keine Organisation, keine Partei oder Religion kann ihn daher als „Helden“ für sich reklamieren.
Erst im April 1999 rehabilitierte die Evangelische Landeskirche Baden Erwin Eckert. Im Vorfeld hatte es eine Petition von 350 Personen aus dem Bereich der Landeskirche gegeben, in der dies gefordert worden war. In der Erklärung der badischen Kirchenleitung, die vom Landesbischof Ulrich Fischer und der Präsidentin der Landesynode Margit Fleckenstein unterzeichnet wurde, heißt es:
„Es ist heute nicht zu übersehen, daß das Handeln der damaligen Kirchenleitung gegenüber diesem einen ihrer Pfarrer als unverhältnismäßig erscheint, wenn man in Rechnung stellt, wie sie in der selben Zeit ‚politische Pfarrer‘ des nationalsozialistischen Lagers im Pfarrdienst duldete … und (die) darin ungehindert für den Nationalsozialismus werben konnten. … So führt kein Weg daran vorbei einzugestehen, daß die damalige Kirchenregierung, die betrieben hat, Pfarrer Eckert Ende 1931 ‚unehrenhaft‘ aus dem Pfarrdienst zu entlassen, auf einem Auge blind gewesen ist. Sie hat ihrer Pflicht zur Überparteilichkeit nicht genügt, sondern hat – wie Eckert zurecht kritisierte – parteiisch gehandelt und eine prophetische Stimme unterdrückt...“